# 高良润
高良润（1918年—2017年11月29日），男，江苏常州人，中国农业机械专家、教育家，曾任镇江农业机械学院教授，第六、七届全国政协委员。